# Партия национального альянса Малайзии
Партия национального альянса Малайзии (малайск.  Parti Ikatan Bangsa Malaysia  - IKATAN) — политическая партия социал-демократического толка в Малайзии.

## История партии
Осн. 7 июня 2012 г. государственным и политическим деятелем Малайзии Абдул Кадир бин Шейх Фадзиром, вышедшим из Объединенной малайской национальной организации (ОМНО) — одной из партии правящего на тот момент блока Национальный фронт. Партия была зарегистрирована лишь 15 мая 2015 г..

## Членство и цели
Открыта для всех национальностей страны. В уставе, в частности, говорится, что «Членство открыто для всех малайзийцев в возрасте 18 лет
лет, независимо от расы, религии и этнической принадлежности, признающих Устав и Программу партии. Членство открыто также для
организаций и политических партий, зарегистрированных в департаменте регистраций Малайзии».
Вместе с тем реально партия объединяет главным образом небольшую группу малайских интеллектуалов. Им импонирует стремление партии ориентироваться на политику лидера ОМНО и первого премьер-министра Малайзии Тунку Абдул Рахмана. Его профиль изображен на эмблеме партии.
Целью партии, в соответствии с Уставом, принятым 15 февраля 2015 г., является «объединить и сплотить многонациональный, многоконфессиональный и с разнообразной культурой народ Малайзии, чтобы стать единой, процветающей, справедливой нацией».
Партия претендует быть «третьей силой» в политике между правящим блоком и оппозицией, хотя и пыталась в 2019 г., правда, безуспешно, объединиться с Объединённой партией сынов земли Малайзии. Какой-либо существенной роли в политике не играет, в парламенте не представлена.

## Высший руководящий совет
| - Президент: - Абдул Кадир бин Шейх Фадзир - Вице-президент: - Абдул Азиз Шейх Фадзир - Вице-президент: - Муинуддин Путра - Мохамад Бадри Абдул Рахман - Генеральный секретарь: - Тенгку Ахмад Музаффар бин Тенгку Заид - Казначей: - Дэвид Сью Ка Хенг | - Отдел информации: - Тунку Фаузи Тунку Абдул Малик - Отдел стратегии: - Азахари Абдул Рахман - Лидер молодежной организации: - Шахир Аднан - Центральный рабочий комитет: - Келли Лим - Джанис Лим - Ник Мархалим |